# Ogar polski
Ogar polski, även polsk stövare, är en hundras från Polen som används som jakthund, och den räknas i Sverige som en stövare.
Den är en drivande hund av braquetyp. Rasen används till drevjakt på vildsvin, räv och hare, ofta i svår terräng. Den driver långsamt och har ett välklingande drevskall. Rasen är grövre än de skandinaviska stövarna, något påminnande om en lättare blodhund.
Rasen har sitt ursprung i de belgiska hundar av keltiskt ursprung som munkar i Belgien avlade fram på 1000-talet. Rasen kom till Polen på 1300-talet där den blandades med polska hundar av stövartyp. Rasen definierades på 1500-talet men under Polens nedgång och upphörande som statsbildning under 1700- och 1800-talet förföll aveln och rasen försvann. Den återskapades 1959 av den polske militären och kynologen överste Piotr Kartawik.